# Bobrîkove, Antrațît
Bobrîkove (în ucraineană Бобрикове) este localitatea de reședință a comunei Bobrîkove din raionul Antrațît, regiunea Luhansk, Ucraina.

## Demografie
Componența lingvistică a localității Bobrîkove
     Ucraineană (91,47%)
     Rusă (8,18%)
     Alte limbi (0,35%)
Conform recensământului din 2001, majoritatea populației localității Bobrîkove era vorbitoare de ucraineană (91,47%), existând în minoritate și vorbitori de rusă (8,18%).